# 始呼之戎
始呼之戎是商周时期生活在今甘肃省一带的戎族部落。
始呼之戎是西域戎族的一支，游牧生活在始呼地区，有强悍的骑兵，经常侵掠商、周等国。據《竹書記年》，商王文丁七年，周王季征调大批周军，进攻始呼之戎，一举击败戎军，得胜而还。